# Festival del Charango
El Festival del Charango, oficialmente llamado Feria y Festival Nacional e Internacional del Charango, es un evento cultural y musical de Bolivia, que se desarrolla anualmente en la localidad de Aiquile. El evento cultural se lleva a cabo desde 1984, y el 9 de diciembre de 2003 el festival fue declarado mediante ley como Patrimonio Oral e Intangible de Bolivia.
En el festival se llevan a cabo concursos de charango en diferentes categorías, así como una competencia entre los fabricantes de este instrumento. Así mismo, en el evento han participado delegaciones extranjeras de Chile, Argentina, Perú, Brasil, Estados Unidos y Japón. En la actualidad, el festival del Charango se constituye en uno de los eventos de mayor relevancia en el municipio de Aiquile.

## Historia
El origen del festival del charango se remonta a principios de la década de los 80, en el que un grupo de jóvenes tuvo la idea de realizar un evento para poder demostrar la habilidad de los charanguitas y los constructores de los charangos, además de darle el reconocimiento al instrumento como patrimonio de Bolivia. La primera Feria y Festival Nacional del Charango se llevó a cabo el 2, 3 y 4 de noviembre de 1984 en la fiesta de Todos Santos, habiéndose conformado dos comisiones, una llamada Nacional que impulsó la feria en la ciudad de La Paz, a cargo de los residentes aiquileños, y la otra la Comisión Central en Aiquile, integrada por las principales autoridades y la Casa de la Cultura como organizadora y ejecutora de la feria.
El festival nació con cuatro categorías de participación: categoría intérprete, reina o ñusta del festival, danzas y constructores. Con el
pasar de los años se fueron cambiando las categorías, así como agregando nuevas. Desde el 2004 se cambió la denominación a Feria y Festival Nacional e Internacional, ya que se adicionó la categoría para intérpretes internacionales y se propuso lanzar la imagen para promocionar el evento a nivel internacional.